# Distretto di Edineț
Il distretto di Edineț è uno dei 32 distretti della Moldavia, il capoluogo è la città di Edineț.

## Società

### Evoluzione demografica
In base ai dati del censimento, la popolazione è così divisa dal punto di vista etnico:
| Etnia       | Abitanti | %     |
| ----------- | -------- | ----- |
| Moldavi     | 58.749   | 72,18 |
| Ucraini     | 16.084   | 19,76 |
| Russi       | 5.084    | 6,25  |
| Gagauzi     | 143      | 0,18  |
| Bulgari     | 91       | 0,11  |
| Rumeni      | 446      | 0,55  |
| Altre etnie | 793      | 0,97  |

## Geografia antropica

### Suddivisioni amministrative
Il distretto è formato da 2 città e 30 comuni

#### Città
- Edineț
- Cupcini

#### Comuni
1. Alexeevca
2. Bleșteni
3. Brătușeni
4. Brînzeni
5. Bădragii Noi
6. Bădragii Vechi
7. Burlănești
8. Cepeleuți
9. Chetroșica Nouă
10. Corpaci
11. Constantinovca
12. Cuconeștii Noi
13. Fetești
14. Gașpar
15. Goleni
16. Gordinești
17. Hancăuți
18. Hincăuți
19. Hlinaia
20. Lopatnic
21. Parcova
22. Rotunda
23. Ruseni
24. Stolniceni
25. Șofrîncani
26. Terebna
27. Tîrnova
28. Trinca
29. Viișoara
30. Zăbriceni